# Iván Kónev
Iván Stepánovich Kónev (en ruso: Ива́н Степа́нович Ко́нев, 16 de diciembrejul./ 28 de diciembre de 1897greg.-21 de mayo de 1973) fue un militar soviético y Mariscal de la Unión Soviética (1944). Como máximo comandante a nivel de Frente (grupo de ejércitos), dirigió las operaciones de mayor envergadura del Ejército Rojo en el Frente Oriental durante la Segunda Guerra Mundial, y también fue responsable de liberar gran parte de la Europa del Este ocupada por el Eje. Recibió por dos veces el título honorífico de Héroe de la Unión Soviética y fue condecorado con la Orden de la Victoria (1945). Formó parte del Comité Central del PCUS (1952-1973).
Nacido en una familia de campesinos, Kónev fue reclutado en el Ejército Imperial Ruso en 1916 y luchó en la Primera Guerra Mundial. En 1919, se unió a los bolcheviques y sirvió en el Ejército Rojo durante la guerra civil rusa. Después de graduarse en la Academia Militar Frunze en 1926, ascendió gradualmente en las filas del ejército soviético. En 1939, se había convertido en candidato al Comité Central del Partido Comunista.
Tras la invasión alemana de la Unión Soviética en 1941, participó en una serie de campañas importantes, incluidas las batallas de Moscú y Rzhev. Además, comandó fuerzas en las principales ofensivas soviéticas en Kursk, en las ofensivas Dniéper-Cárpatos y Vístula-Oder. En febrero de 1944 fue nombrado mariscal de la Unión Soviética. En vísperas de la derrota alemana, el Primer Frente Ucraniano al mando de Kónev, junto con el Primer Frente Bielorruso de Gueorgui Zhúkov, destruyeron los restos de la Wehrmacht alemana en la batalla de Berlín. Kónev fue el primer comandante aliado en entrar en Praga, la capital de Checoslovaquia, después del levantamiento de Praga.
Después de la guerra, reemplazó a Zhúkov como comandante de las fuerzas terrestres soviéticas en 1946. En 1956, fue nombrado comandante de las fuerzas armadas del Pacto de Varsovia y dirigió la violenta represión de la Revolución Húngara. En 1961, como comandante de las fuerzas soviéticas en Alemania Oriental, ordenó el cierre de Berlín Occidental a Berlín Oriental durante la construcción del Muro de Berlín. Siguió siendo una figura militar muy popular en la Unión Soviética hasta su muerte en 1973.

## Biografía

### Infancia y juventud

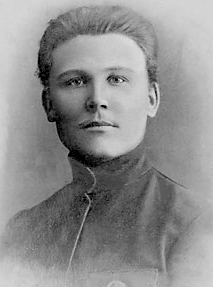
Iván Kónev en 1910

Iván Kónev nació el 28 de diciembre de 1897 en Lodeino, distrito de Nikolski, gobernación de Vólogda (actualmente, raión de Podosínovski, óblast de Kírov) en esa época parte del Imperio ruso, en el seno de una familia campesina. Su padre Stepán Ivánovich Kónev, era un campesino próspero. Su madre Evdokia Stepánovna murió después de dar a luz a su hija María, razón por la cual Kónev fue criado por su tía Claudia Ivánovna Mergasova. Su padre se volvió a casar con Praskovya Ivánovna.
Se graduó de la escuela parroquial en el pueblo de Yákovlevskaya Gorá (según otras fuentes, en el pueblo de Pushma) en 1906, y completó sus estudios de cuatro grados en la escuela Nikolo-Pushhémskoye del zemstvo local, en el vecino pueblo de Schétkino en 1912.
Desde los 15 años, trabajó de leñador en Podosínovets y Arcángel, y también desempeñó el cometido de controlar los horarios de los trabajadores que transportaban troncos flotando por el río.
En mayo de 1916, fue reclutado por el Ejército Imperial Ruso. Se graduó en el comando de entrenamiento de artillería, sirviendo en la brigada de artillería pesada de reserva (Moscú), y luego como suboficial subalterno. La brigada operaba en la zona de Ternópol. Sería desmovilizado en diciembre de 1917.

### Guerra civil rusa
Tras ser desmovilizado regresó a su aldea natal, y ese mismo año de 1918 se afilió al Partido Bolchevique, siendo nombrado comisario militar de distrito en la ciudad de Nikolsk (gobernación de Vólogda) y miembro del comité ejecutivo del distrito. En junio de 1918, fue elegido presidente del comité del distrito de Nikolski del Partido. Al mismo tiempo, se formó el destacamento de distrito de la Guardia Roja y se convirtió en su comandante. A principios de julio, fue delegado en el V Congreso Panruso de los Soviets en Moscú, durante el que tuvo lugar el motín de los socialistas revolucionarios de izquierda y luego se ordenó a Kónev, al frente de un destacamento de Guardias Rojos, que tomara el control de las tres estaciones de la Plaza Kalanchóvskaya (hoy Plaza de las tres estaciones) y evitara que los rebeldes llevaran refuerzos allí.

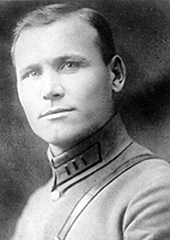
Iván Kónev durante la guerra civil rusa

Tras varias solicitudes urgentes, rechazos recibidos y un llamamiento personal a Mijaíl Frunze, logró enrolarse en las filas del Ejército Rojo en 1918. Luchó en las unidades del Ejército Rojo desplegadas en Siberia contra unidades del Ejército Blanco del Almirante Aleksandr Kolchak, contra el general Grigori Semiónov y contra los invasores japoneses en las regiones siberianas de Transbaikalia y el Lejano Oriente.
Fue el comandante de la compañía de marcha en Vyatka (actual Kírov), el secretario de la organización del partido de la batería de artillería de reserva del 3.º Ejército, y desde el otoño de 1919, comisario del tren blindado número 102 "Grozny", que estaba armado con cuatro cañones y doce ametralladoras. La tripulación estaba formada por sesenta marineros de la Flota del Báltico. El tren blindado era parte del 3.º y 5.º Ejércitos del Frente Oriental.
Desde finales de 1919, fue comisario de la 5.ª brigada de fusileros de la 2.ª división de fusileros Verjneúdinsk; desde 1920, comisario de esta división; y desde 1921 comisario del Estado Mayor del Ejército Revolucionario Popular de la República del Lejano Oriente. Entre otros delegados al X Congreso del PCR (b), participó en la sangrienta represión de la rebelión de Kronstadt en 1921.

### Período de entreguerras
Después del final de la Guerra Civil, a partir de diciembre de 1922, ocupó el puesto de comisario militar del 17.º Cuerpo de Fusileros de Primorski. Desde agosto de 1924, fue comisionado y Jefe del Departamento Político de la 17.º División de Fusileros de Nizni Nóvgorod. Se graduó de los cursos de formación avanzada para personal de alto mando en la Academia Militar Frunze del Ejército Rojo en 1926. Ese mismo año, fue nombrado comandante y comisario político del 50.º regimiento de fusileros de la misma división. De 1932 a 1934, estudió en el Grupo Especial de la Academia Militar Frunze. Desde diciembre de 1934, estuvo al mando de la 37.º división de fusileros, y desde marzo de 1937, de la 2.º División de Fusileros. En 1935, fue ascendido a Komdiv (comandante de división).
En agosto de 1938, fue nombrado comandante del grupo de refuerzo del Ejército Popular de Mongolia, que estaba acantonado en el territorio de la República Popular de Mongolia. En septiembre, pasó a ser conocido como el 57.º Cuerpo Especial, cuyo primer comandante fue Kónev. Desde septiembre de 1938, fue comandante del 2.º Ejército Bandera Roja con sede en la localidad siberiana de Jabárovsk. A partir de junio de 1940, comandó las tropas del Distrito Militar del TransBaikal y, desde enero de 1941, del Distrito Militar del Cáucaso Norte.

## Segunda Guerra Mundial
Cuando la Alemania Nazi invadió la Unión Soviética en 1941, el teniente coronel Kónev, asumió el cargo de comandante del 19.º Ejército, formado a partir de las tropas del Distrito Militar del Cáucaso Norte. El ejército fue enviado inicialmente al Frente Suroccidental, pero ya a principios de julio, debido al catastrófico desarrollo de la contienda, fue trasladado al Frente Oeste. Sin embargo, no logró llegar a la región de Vítebsk, antes de que esta fuera ocupada. Durante los combates posteriores a la batalla de Smolensk, las formaciones del 19.º Ejército fueron rodeadas y aplastadas, con lo que el ejército, prácticamente al completo, tuvo que ser retirado del frente y reorganizado. En agosto de 1941, el 19.º Ejército ya estaba desplegado en los alrededores de Moscú.

### Batalla de Moscú
El 11 de septiembre de 1941, Kónev fue nombrado comandante del Frente Oeste; y el 12 de septiembre, se le otorgó el rango de coronel general. Estuvo al mando de las tropas del Frente Oeste durante poco más de un mes (septiembre-10 de octubre de 1941), tiempo durante el cual el frente bajo su mando sufrió una de las derrotas más severas de toda la guerra, en la llamada Batalla de Viazma-Briansk. El ataque alemán se desarrolló según el plan previsto, con el 4.º Grupo Panzer empujando por el centro casi sin oposición y luego dividiendo sus fuerzas móviles hacia el norte para completar el cerco de Viazma con el 3.er Grupo Panzer, y otras unidades al sur para cerrar el anillo alrededor de Briansk junto con el 2.º Grupo Panzer. Las defensas soviéticas, aún en construcción, fueron invadidas, y las puntas de lanza del 3.º y 4.º Grupos Panzer se reunieron en Viazma el 10 de octubre de 1941. Cuatro ejércitos soviéticos (el 16, el 19, el 20, el 24 y parte del 32) fueron rodeados en una gran bolsa al oeste de la ciudad (véase bolsa de Briansk).

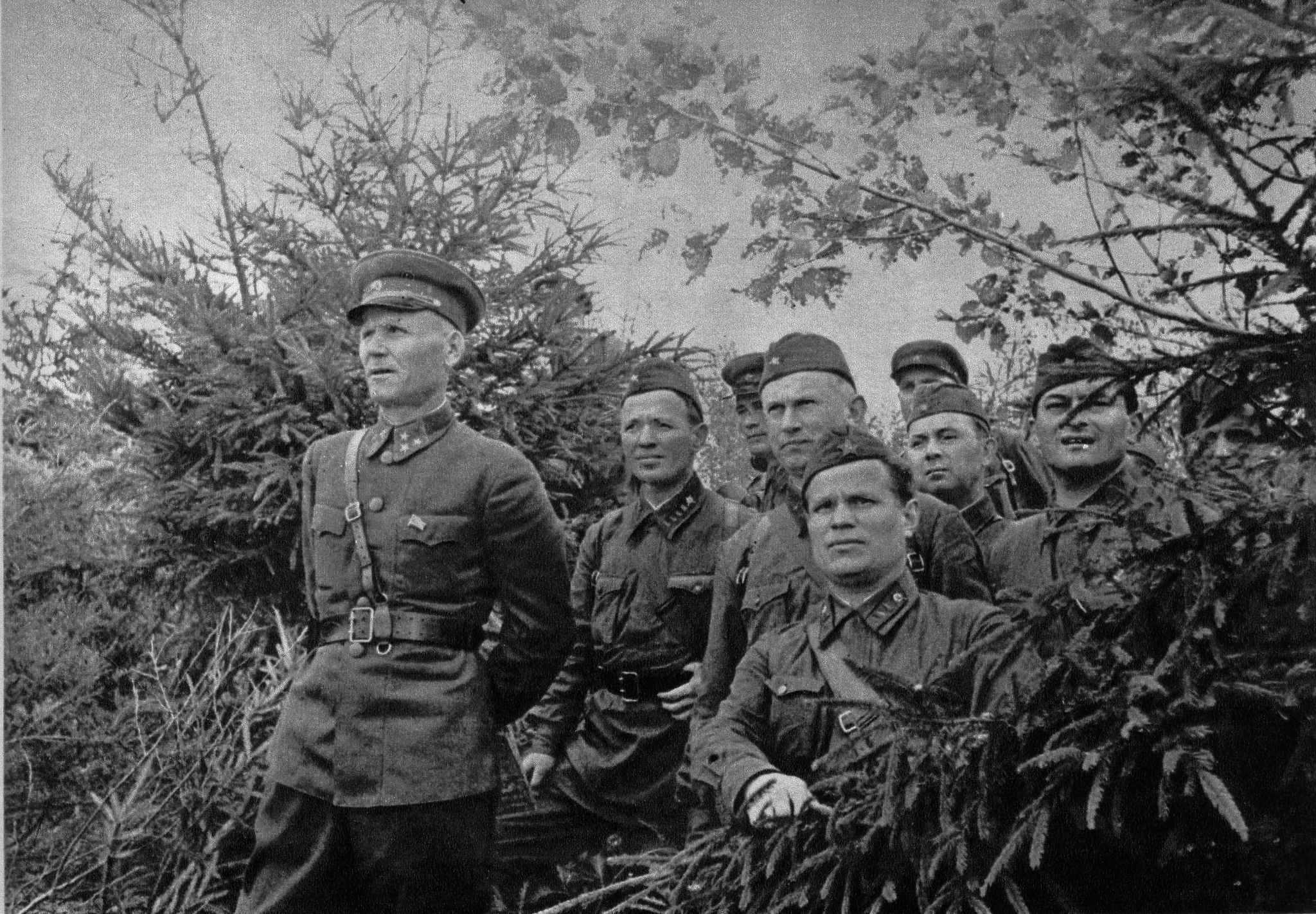
Iván Kónev durante la batalla de Smolesk en 1941

Las fuerzas soviéticas rodeadas continuaron luchando, y la Wehrmacht tuvo que emplear veintiocho divisiones para eliminarlas, utilizando tropas que podrían haber apoyado la ofensiva hacia Moscú. Los restos de los Frentes de Reserva y Oeste soviéticos se retiraron y ocuparon nuevas líneas defensivas alrededor de Mozhaisk. Aunque las pérdidas fueron elevadas, un gran número de soldados soviéticos de las unidades rodeadas fueron capaces de infiltrarse entre las líneas alemanas en pequeños grupos, que variaron en tamaño (desde pelotones, hasta divisiones completas de fusileros) y alcanzar las nuevas posiciones defensivas soviéticas. La resistencia soviética cerca de Viazma también dio tiempo para que el alto mando soviético reforzara los cuatro ejércitos que defendían Moscú (los ejércitos 5.º, 16.º, 43.º y 49.º). Tres divisiones de fusileros y dos de tanques fueron transferidas desde el Extremo Oriente ruso y nuevas divisiones continuaron llegando.

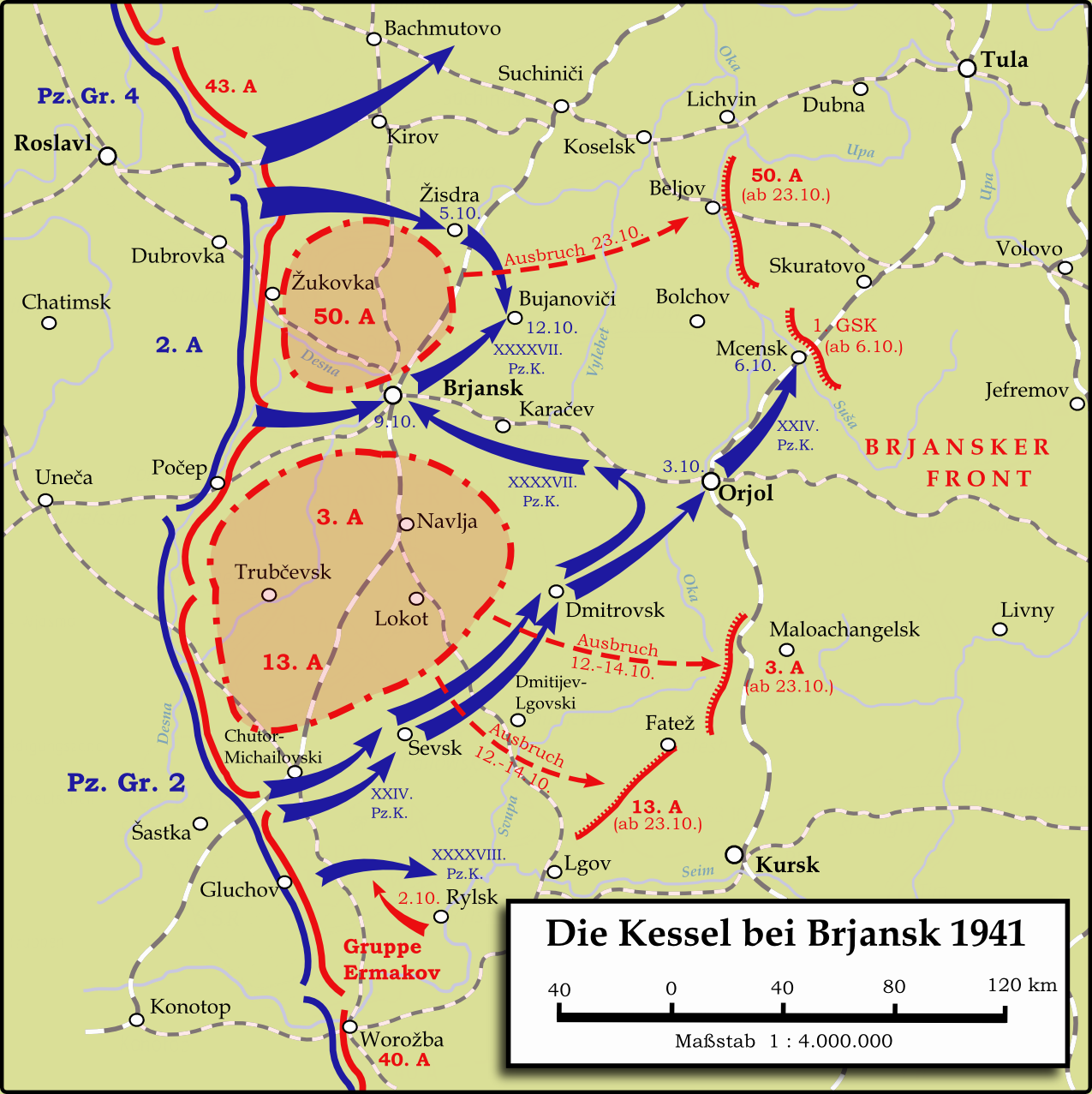
Mapa que muestra la batalla cerca de Briansk (30 de septiembre - 23 de octubre de 1941)

Las pérdidas de las tropas del frente fueron, según diversas estimaciones, entre 400.000 y 700.000 muertos, heridos y prisioneros.
Stalin estaba furioso con la actuación de Kónev y lo calificó de traidor. Para investigar las causas del desastre en el frente y castigar a Kónev, llegó una comisión del Comité Estatal de Defensa, encabezada por Viacheslav Mólotov y Kliment Voroshílov. En la historiografía soviética, generalmente se cree que Gueorgui Zhúkov salvó a Kónev de un juicio y una posible ejecución al sugerir que lo dejaran como comandante adjunto del frente, y unos días después recomendando a Kónev para el puesto de comandante del Frente de Kalinin. Stalin aceptó este arreglo aunque amenazó tanto a Kónev como a Zhúkov con fusilarlos si la capital caía.
Sin embargo, la resistencia del Ejército Rojo había frenado a la Wehrmacht. Cuando los alemanes llegaron a la vista de la línea Mozhaisk al oeste de Moscú el 10 de octubre, encontraron otra barrera defensiva ocupada por nuevas fuerzas soviéticas. Ese mismo día, Gueorgui Zhúkov, que había sido retirado del Frente de Leningrado el 6 de octubre, se hizo cargo de la defensa de Moscú y de los frentes combinados oeste y de reserva, con el coronel general Iván Kónev como su adjunto.
Kónev comandó el Frente de Kalinin desde octubre de 1941 hasta agosto de 1942, desempeñando un papel clave en los combates en torno a Moscú y en la contraofensiva soviética del invierno de 1941-1942. Por su papel en la exitosa defensa de la capital soviética, Stalin ascendió a Kónev a coronel general. Entre enero y abril de 1942, sus tropas participaron en la sangrienta y desastrosa Primera Ofensiva Rzhev-Viazma (véase batallas de Rjev) y sufrieron una nueva derrota en la llamada Operación Seydlitz (2 al 23 de julio de 1942) en el saliente de Rjev.
La Operación Seydlitz fue la última de una serie de operaciones alemanas para eliminar las penetraciones resultantes del avance del Ejército Rojo en el invierno de 1941-1942. El objetivo principal de la operación era derrotar al 39.º Ejército del teniente general Iván Maslennikov y al 11.º Cuerpo de Caballería del coronel Serguéi Sokolov, que ocupaban el sector del frente en el área de Jolm - Zhirkovsky.

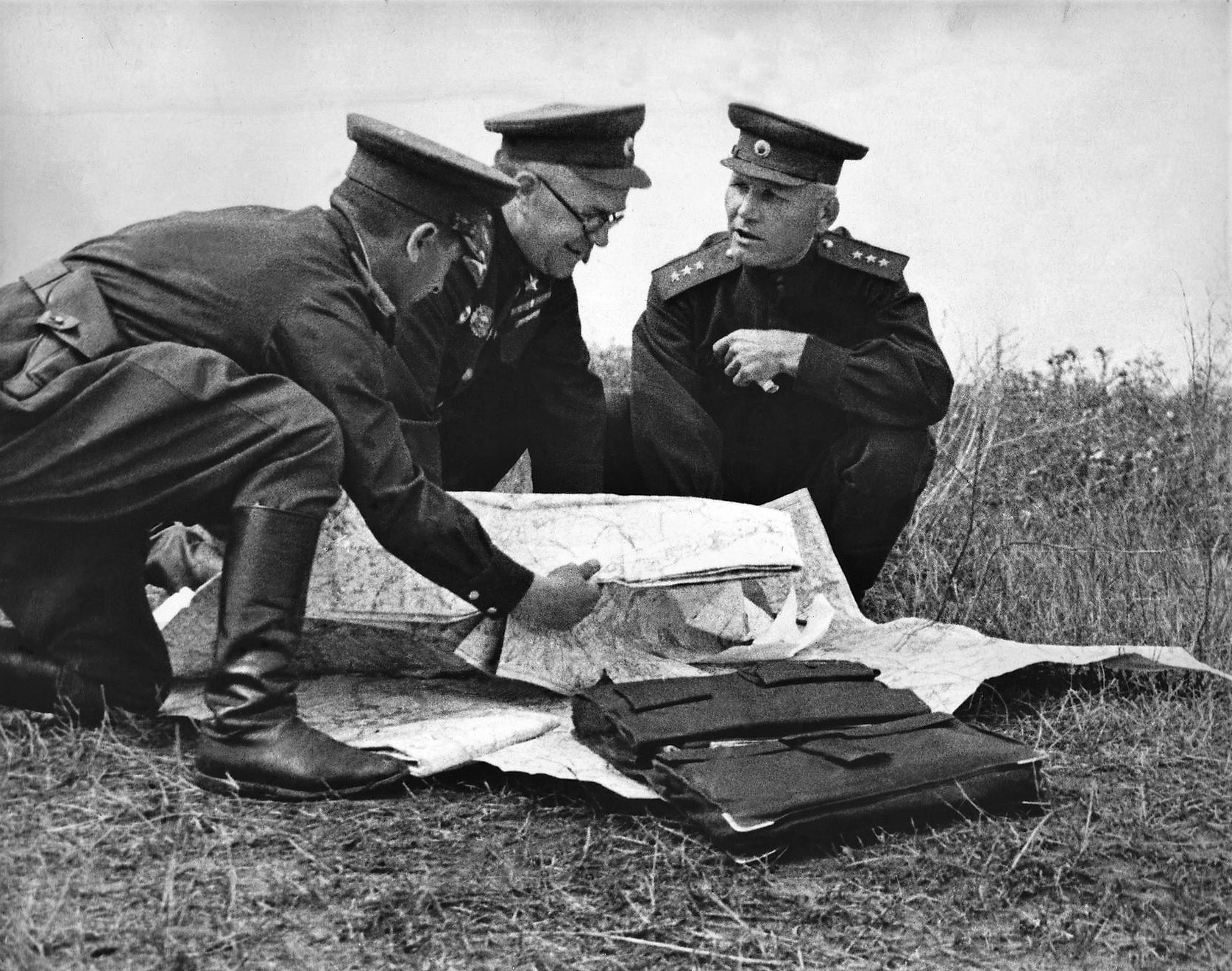
Iván Kónev y su estado mayor durante la Batalla de Kursk

Kónev fue nuevamente nombrado comandante del Frente Oeste y, junto con Zhúkov como representante del Cuartel General del Mando Supremo (en realidad bajo el liderazgo de Zhúkov), dirigió la Operación Marte, en la que las tropas del Frente Oeste, con grandes pérdidas, solo lograron un ligero avance de varias decenas de kilómetros. En febrero de 1943, el Frente Oeste de Kónev llevó a cabo sin éxito la operación Zhizdrinsky, después de lo cual, a finales de febrero, Kónev fue destituido de su cargo como comandante del Frente Oeste y sustituido por el coronel general Vasili Sokolovski y posteriormente designado para comandar el mucho menos importante Frente del Noroeste.

### Batalla de Kursk
En julio de 1943, Kónev fue nombrado comandante del Frente de la Estepa, al frente del cual tomó parte en la exitosa Batalla de Kursk (julio-agosto de 1943), durante esta batalla el 5.º Ejército de Tanques de la Guardia al mando de Pavel Rótmistrov, subordinado al Frente de la Estepa de Kónev, tuvo una actuación determinante al detener la ofensiva del II Cuerpo Panzer de las SS de Paul Hausser, en dirección a Prójorovka (véase batalla de Prójorovka). Así mismo participó en la subsiguiente ofensiva de Belgorod-Járkov (12-23 de agosto de 1943), que concluyó con la liberación de la devastada ciudad de Járkov. En agosto de 1943, las tropas del Frente de la Estepa de Kónev liberaron Bélgorod y Járkov, y en septiembre de 1943 Poltava y Kremenchuk. A finales de septiembre de 1943, sus ejércitos cruzaron finalmente el río Dniéper y liberaron Kiev. 

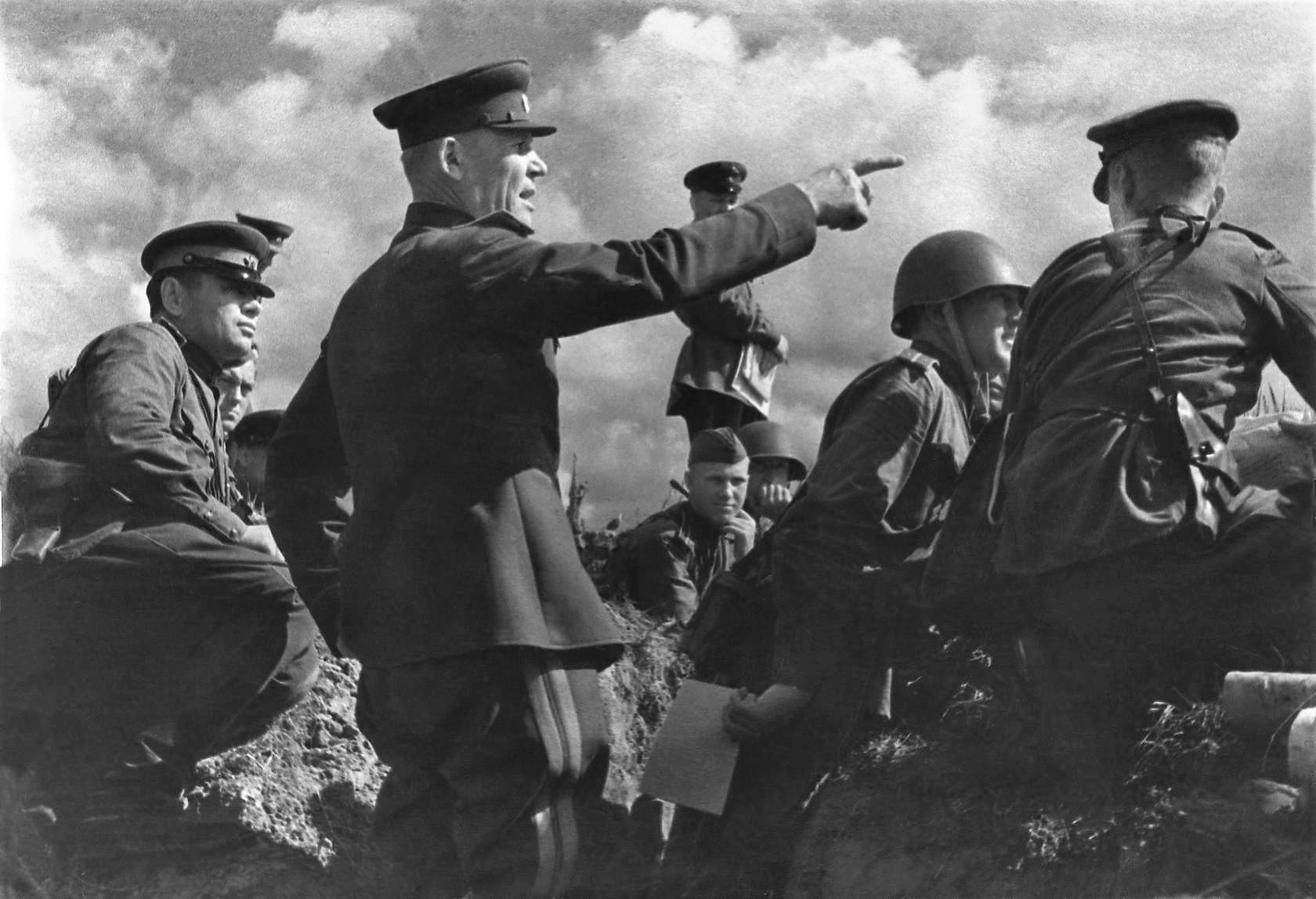
Coronel General Iván Kónev, dirigiendo a sus tropas durante la Ofensiva de Belgorod-Járkov

En octubre de 1943, el Frente de la Estepa pasó a llamarse Segundo Frente Ucraniano. Kónev siguió siendo su comandante y entre diciembre de 1943 y abril de 1944 tomó parte en la exitosa ofensiva del Dniéper-Cárpatos, durante la cual el Grupo de Ejércitos Sur y el Grupo de Ejércitos A fueron diezmados y las tropas soviéticas liberaron toda la parte occidental de Ucrania y Crimea, llegando hasta las fronteras de Rumanía en la región de los montes Cárpatos.
Fue precisamente en el curso de esta ofensiva cuando unidades de su Segundo Frente Ucraniano en conjunción con unidades del Primer Frente Ucraniano al mando de Nikolái Vatutin, cercaron en una bolsa en las cercanías de Cherkasy (véase batalla de Korsun-Cherkasy) a un número estimado de 60.000 soldados, el total de seis divisiones alemanas. Entre las divisiones atrapadas estaban las 5.ª División Panzer SS Wiking y la 28.ª División de Granaderos SS Voluntarios Wallonien. El día 16 de febrero, tras una serie de duros combates, Kónev acabó con los últimos soldados alemanes que no habían sido capaces de huir. Por su hábil organización y excelente liderazgo de las tropas en esta operación, el 20 de febrero de 1944, Kónev recibió el rango militar de mariscal de la Unión Soviética.
En marzo-abril de 1944, llevó a cabo una de las ofensivas más exitosas de las tropas soviéticas: la operación Uman-Botoshan, en la que, en un mes de intensos combates, sus tropas atravesaron más de 300 kilómetros hacia el oeste por caminos embarrados e intransitables, y el 26 de marzo de 1944, fueron los primeros del Ejército Rojo en cruzar la frontera estatal y entrar en territorio de Rumanía. Desde mayo de 1944 hasta el final de la guerra estuvo al mando del Primer Frente Ucraniano.

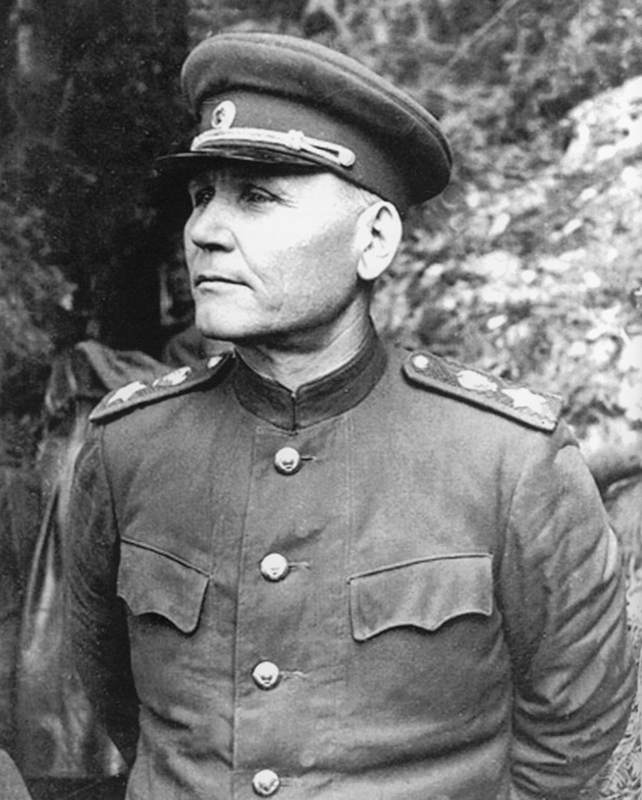
Mariscal de la Unión Soviética Iván Kónev en 1945

Entre julio y agosto de 1944, bajo su mando, las tropas del frente derrotaron al Grupo de Ejércitos Ucrania Norte, al mando del coronel general Josef Harpe en la ofensiva Leópolis-Sandomierz. En el curso de dicha ofensiva, tres ejércitos de tanques soviéticosː el 3.er Ejército de Tanques de la Guardia (Rybalko), el 1.er Ejército de Tanques de la Guardia (Katukov) y el 4.º Ejército de Tanques (Leliushenko), todos ellos pertenecientes al Segundo Frente Ucraniano, rompieron las defensas del 4.º Ejército Panzer en la zona entre Brody y Stanislav y avanzaron imparablemente sobre la retaguardia alemana, capturado las ciudades polacas de Przemysl y Jaroslav donde cruzaron el río Sam y posteriormente continuaron su avance hasta que ocuparon una cabeza de puente en torno a la ciudad de Sandomierz, en la horquilla que forma el río Vístula y el Sam al sur de Varsovia y a pocos kilómetros al este de la ciudad polaca de Cracovia, defendiendo la cabeza de puente durante dos meses de los continuos y desesperados contrataques alemanes. La cabeza de puente de Sandamierz, posteriormente, se convertiría en uno de los trampolines para un ataque contra la Alemania nazi. Además, parte de las fuerzas del frente (18.º Ejército) participaron en un ataque al flanco sur en dirección a los Cárpatos Orientales, cuyos accesos estaban protegidos por el 1.er Ejército Húngaro de József Heszlényi. Este avance llevó a las tropas de Kónev hasta la frontera oriental de Checoslovaquia.
Cuando el 23 de julio de 1944 llegó al río Vístula, se le otorgó la Estrella de Oro de Héroe de la Unión Soviética.

### Polonia
En septiembre de 1944, sus fuerzas, junto con soldados checoslovacos integrados en el 1.er Cuerpo de Ejército checoslovaco, participaron en la ofensiva de los Cárpatos Orientales, en un vano intento de ayudar a los partisanos eslovacos en su rebelión contra la ocupación alemana (véase Insurrección nacional eslovaca). A pesar de sus intentos para socorrer a los partisanos, la insurrección fue aplastada por los alemanes y sus aliados húngaros de la Milicia de la Cruz Flechada. La rápida intervención alemana y la dificultad de atravesar los puertos de montaña de los Cárpatos, ocupados por los alemanes, impidieron a los soviéticos ayudar a los partisanos en su insurrección, aunque las tropas soviéticas capturaron el paso de Dukla y liberaron la Rutenia subcarpática (hoy llamado Óblast de Zakarpatia, en Ucrania) y el este de Eslovaquia. La ofensiva soviética fue muy costosa y solo la batalla del paso de Dukla, costó a los soviéticos 85.000 bajas.
En enero de 1945, Kónev, junto con Zhúkov, comandó los ejércitos soviéticos que lanzaron la ofensiva del Vístula-Óder en el oeste de Polonia, empujando a las fuerzas alemanas desde el Vístula hasta el río Óder. En el sur de Polonia, sus ejércitos se apoderaron de Cracovia, impidiendo con su rápida acción la destrucción de la ciudad tal y como había ordenado Hitler.
Posteriormente las tropas del frente avanzaron hasta la importante región industrial de Silesia, al este del río Óder, impidiendo con su rápido avance que las tropas alemanas en retirada destruyera la industria de Silesia, que era de gran importancia económica. En febrero de 1945, las tropas de Kónev llevaron a cabo la sistemática limpieza de las tropas alemanas desplegadas alrededor de la región de Silesia y formaron un frente continuo apoyado en el cauce del río Óder y del Neisse a menos de sesenta kilómetros al este de Berlín.
El 27 de enero, las tropas del Primer Frente Ucraniano de Iván Kónev (la 322.º División de Fusileros del 60.º Ejército) liberaron el campo de exterminio de Auschwitz. A pesar de los intentos de las unidades de las SS en retirada para destruir partes del campo, las fuerzas soviéticas aún encontraron evidencia gráfica del Holocausto. Allí se encontraron a cientos de prisioneros enfermos y agotados. Los alemanes se habían visto forzados a abandonarlos durante la apresurada retirada del campo. También dejaron las pertenencias de las víctimas: 348.820 trajes de hombre, 836.255 abrigos de mujeres y decenas de miles de pares de zapatos. Posteriormente los soviéticos también liberarían otros campos de exterminio como Płaszów, Stutthof y Ravensbrück.
Fue condecorado con la Orden de la Victoria el 30 de marzo de 1945 por la liberación de Polonia y el cruce del río Óder, junto con Zhúkov y Rokossovski.

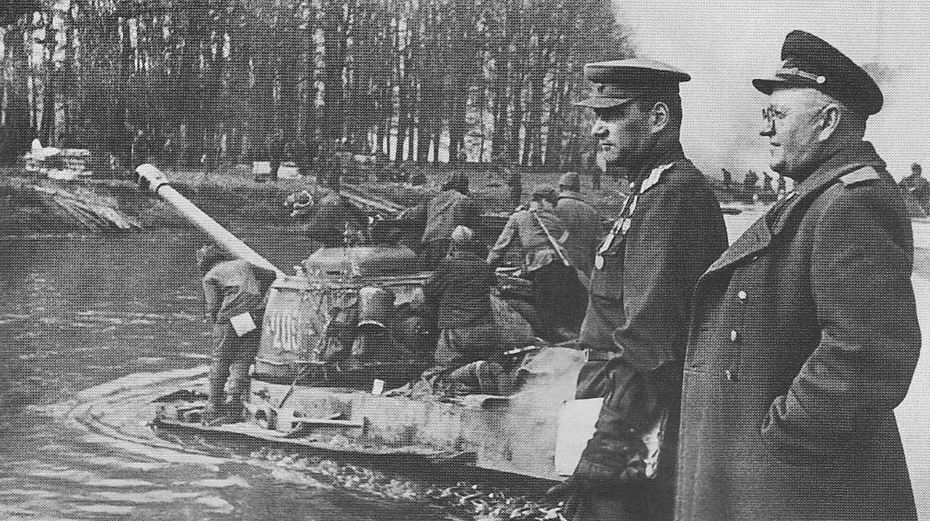
Una unidad blindada del Primer Frente Ucraniano cruza el río Spree en su camino a Berlín.

### Final de la guerra
En las primeras horas del amanecer del 16 de abril, el Primer Frente Ucraniano del mariscal Kónev iniciaba, con una poderosa barrera de artillería, el cruce del río Nisse por Lausitz en más de ciento treinta puntos, dando inicio así a la batalla de Berlín, en un principio el cometido de las tropas de Kónev era secundario, debían avanzar hacia el río Elba y tomar contacto con el Primer Ejército de Estados Unidos, un segundo ataque más al sur, con los 52.º Ejército al mando del coronel general Konstantín Korotéiev y el 2.º Ejército polaco del teniente general Stanisław Popławski, debían avanzar hacia el suroeste en dirección a Dresde.
Al contrario que las tropas del Primer Frente Bielorruso de Zhúkov, que estaban estancadas en duros combates en los altos de Seelow (véase batalla de las Colinas de Seelow), las tropas bajó el mando de Kónev, rompieron rápidamente las débiles líneas de defensa del 4.º Ejército Panzer y avanzaron profusamente en la retaguardia alemana. Al día siguiente (17 de abril) unidades de vanguardia de sus dos ejércitos blindados el 3.er Ejército de Tanques (Pável Rybalko) y el 4.º Ejército de Tanques (Dimitri Leliushenko) comenzaron a vadear el río Spree. En ese punto Stalin dio permiso a Kónev para dirigir sus dos ejércitos blindados hacia el norte, en dirección a Berlín pasando por Zossen, para apoyar a las tropas de Zhúkov que seguían combatiendo en la zona de Seelow.
El 18 de abril el 3.º y el 4.º Ejército de Tanques del Primer Frente Ucraniano comenzaron un imparable avance en dirección a los suburbios del sur y del oeste del Berlín, cercando en el proceso aparte del 9.º Ejército alemán de Theodor Busse entre el Óder y los ejércitos acorazados soviéticos. El 20 de abril el 3.er Ejército de Tanques de Pável Rybalko, tomaba el antiguo cuartel general del estado mayor alemán, OKH, en Zossen a tan solo 30 kilómetros al sur de Berlín. El día 22 las unidades de vanguardia de Kónev alcanzaban los barrios del sur de Berlín y comenzaban a avanzar hacia Potsdam y completar el cerco de la capital nazi. Finalmente el día 24, la vanguardia del 8.º Ejército de Guardias del coronel general Vasili Chuikov se encontró con un unidad del 3.º Ejército de Tanques de Pável Rybalko, cerca del aeropuerto de Schönefeld, en el borde suroriental de la capital alemana, completando así el cerco de Berlín.
Sin embargo, por decisión personal de Stalin, sería Zhúkov el que tendría el honor de capturar Berlín e izar la bandera soviética sobre el Reichstag. A Kónev se le ordenó que se dirigiera al suroeste, donde sus fuerzas se unieron con elementos del Primer Ejército estadounidense en Torgau a orillas del río Elba, en el conocido como Día del Elba.

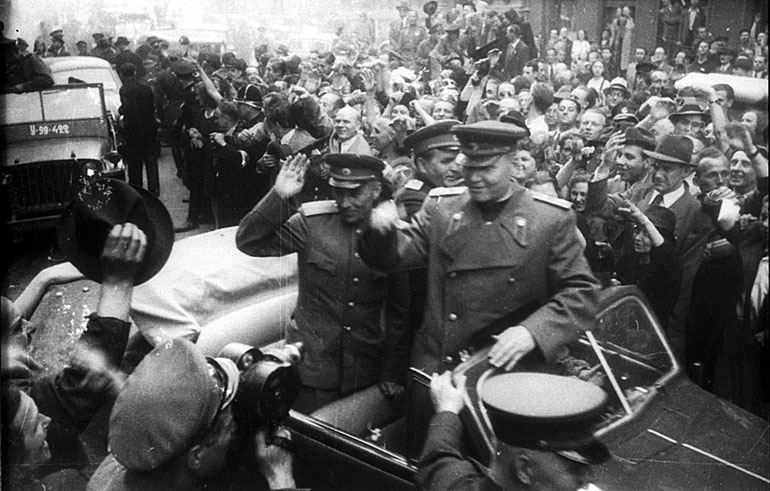
Kónev en la liberación de Praga por parte del Ejército Rojo en mayo de 1945

Inmediatamente después de la captura de Berlín, Stalin ordenó a Kónev, que dirigiera sus dos ejércitos de tanques, que en esos momentos se encontraban combatiendo en el sur de Berlín, hacia el sur en dirección a la ciudad de Praga, que se había alzado en armas contra los ocupantes nazis (véase batalla de Praga). A las 3:00 a. m. del 9 de mayo, las puntas de lanza del 4.º Ejército de Tanques de Dimitri Leliushenko penetraron en Praga por el noroeste; unas horas más tarde se le unían las vanguardias del 3.er Ejército de Tanques de Pável Rybalko. A las 10.00 a. m. las tropas del Primer Frente Ucraniano de Kónev comenzaron sistemáticamente a limpiar la ciudad de las últimas tropas alemanas.
El 10 de mayo, unidades del Segundo Frente Ucraniano al mando del mariscal Rodión Malinoski y del Cuarto Frente Ucraniano al mando del mariscal Andréi Yeriómenko, penetraron en la ciudad desde el este y el sur, cercando en una gran bolsa a la mayor parte del 1.er Ejército Panzer alemán (Walter Nehring). Posteriormente tropas soviéticas avanzaron hacia el oeste en persecución de las tropas alemanas que habían escapado del cerco.
El 11 de mayo, el combate acabó cuando las fuerzas soviéticas penetraron por toda la ciudad y precipitaron la rendición de las tropas alemanas, que no habían podido escapar del cerco. Solo unos pocos miles de los 900.000 soldados del Grupo de Ejércitos Centro alemán alcanzaron las líneas del Tercer Ejército de Estados Unidos del general George S. Patton la abrumadora mayoría de ellos tuvieron que rendirse a los soviéticos. Esta fue la última acción de combate que vio durante la guerra.

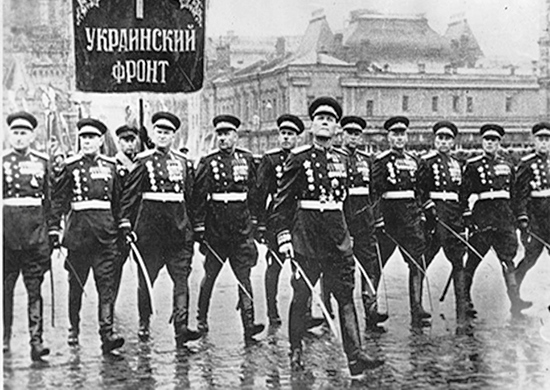
Iván Kónev en el Desfile de la Victoria, 24 de junio de 1945

El 24 de junio de 1945, el Mariscal de la Unión Soviética Iván Kónev participó en el histórico Desfile de la Victoria de Moscú en la Plaza Roja, al frente de las unidades del Primer Frente Bielorruso.
Kónev y la Madonna
En febrero de 1945, durante el devastador bombardeo de Dresde realizado por la aviación británico-estadounidense, la ciudad de Dresde fue reducida a escombros. En dicho ataque fallecieron, alrededor de 25 000 civiles y fue destruida una gran parte de la ciudad, uno de los muchos edificios destruidos fue el edificio de la pinacoteca de Dresde.
En mayo de 1945, cuando los soldados del Primer Frente Ucraniano ocuparon la ciudad, descubrieron unos setecientos cuadros de la pinacoteca de Dresde en las galerías de una cantera en las afueras de la ciudad, escondidos allí para protegerlos de los bombardeos y de saqueadores. Entre los muchos lienzos que allí se encontraban, destacaba el famoso cuadro de Rafael La Madonna sixtina.
Inmediatamente Kónev ordenó poner vigilancia armada y llamó, urgentemente, a un grupo de restauradores de Moscú quienes, al examinar los cuadros, insistieron en que había que evacuarlos inmediatamente para garantizar su conservación. En un principio los cuadros fueron depositados en una de las residencias veraniegas de los reyes de Sajonia, en la afueras de la ciudad, pero posteriormente se decidió trasladarlos a Moscú. Entonces, Kónev ofreció su propio avión para el transporte de los cuadros. Sin embargo, la restauradora jefa Natalia Sokolova desaconsejó esta opción ante un posible accidente aéreo. Los cuadros finalmente fueron evacuados a Moscú en un tren especial con una guardia armada y acompañada de los restauradores enviados desde Moscú. En la década de 1950, la Unión Soviética devolvió los lienzos a la pinacoteca de Dresde, donde actualmente se exhiben.

## Posguerra

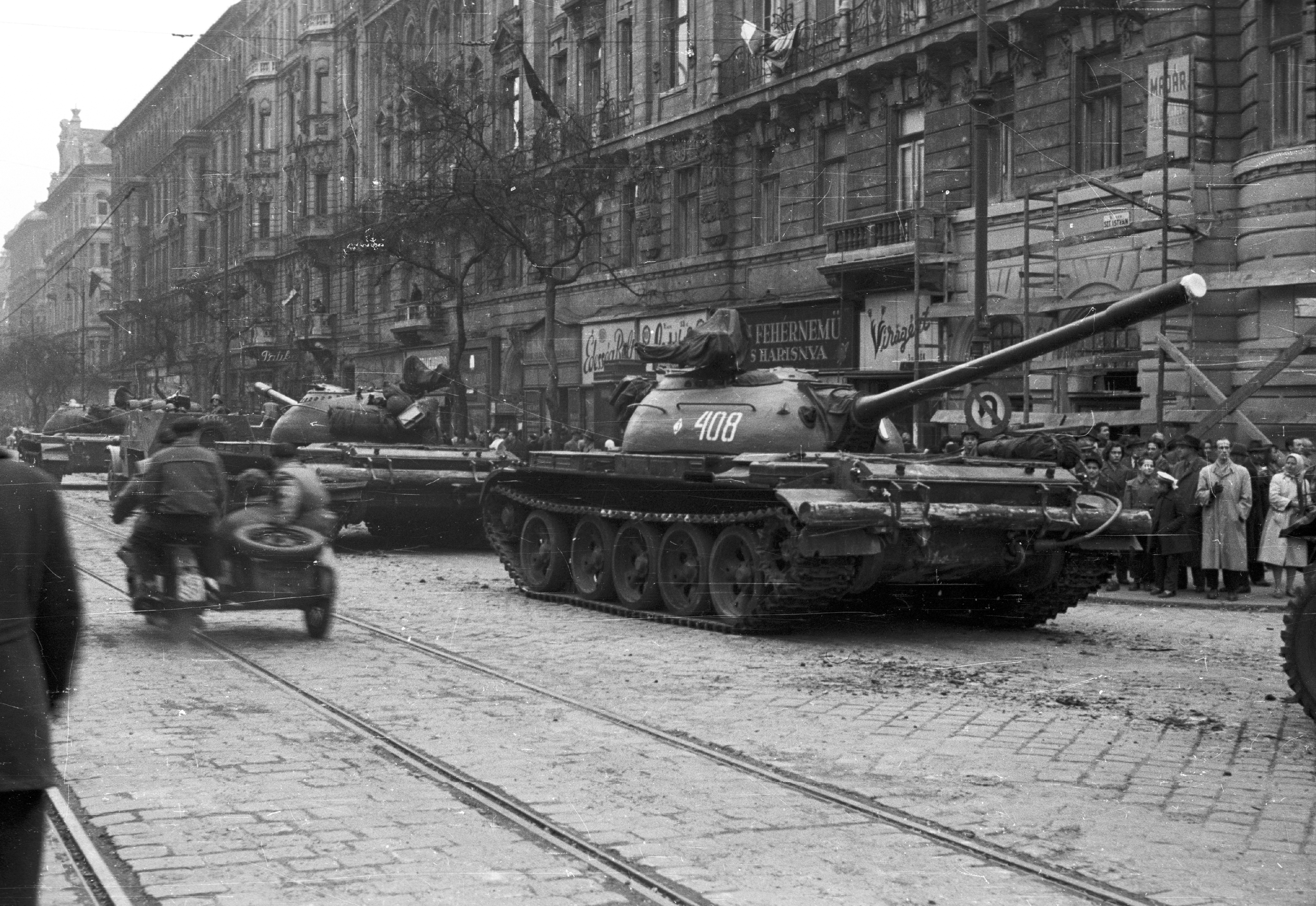
Tanques T-54 soviéticos en Budapest durante la represión de la Revolución Húngara

Al finalizar la guerra, Kónev fue nombrado jefe de las fuerzas de ocupación en Alemania Oriental, así como Alto Comisionado de los Aliados para Austria. En 1946 alcanzó el grado de comandante de las fuerzas terrestres de la Unión Soviética y reemplazó a Zhúkov como ministro de Defensa. No obstante, Stalin, que miraba con recelo los logros de Kónev que lo hacían una figura demasiado popular, ordenó que lo designaran comandante del Distrito Militar de los Cárpatos.
Una vez muerto Stalin, Kónev volvió a la vida pública, tanto gracias a la relación que tenía con Nikita Jrushchov como al hecho de que había sido el principal responsable del arresto, juicio y ejecución del estalinista Lavrenti Beria en 1953. Después de recuperar los cargos que le habían sido arrebatados, fue designado en 1956 comandante en Jefe de las Fuerzas Armadas del Pacto de Varsovia. Desde este puesto dirigió la represión de la Revolución húngara de 1956.
Cuatro años después se retiró del servicio, aunque volvería un año después para desempeñar el cargo de comandante de las Fuerzas Armadas de la República Democrática Alemana, especialmente durante la crisis de Berlín de 1961 que derivó en la construcción del Muro de Berlín. Finalmente fue designado para el puesto de inspector general del Grupo de Inspectores Generales del Ministerio de Defensa de la URSS, un puesto meramente honorario.
El 30 de enero de 1965, como miembro de la delegación del gobierno soviético, participó en el funeral del ex primer ministro británico Winston Churchill.
En 1969, el Ministerio de Defensa de la URSS publicó las memorias de guerra de Kónev de 285 páginas, tituladas «Cuarenta y cinco». Serían traducidas al inglés ese mismo año, publicadas por la Editorial Progreso, de Moscú. Este trabajo analiza la toma de Kónev de Berlín, Praga, su trabajo con Zhúkov, Stalin, su reunión de campo con el general estadounidense Omar Bradley y el episodio con el violinista Jascha Heifetz. En inglés, el libro se titulóː «Ivan Konev - Year of Victory». También se publicó en español y francés con los títulos «El Año 45» y «L'an 45» respectivamente.

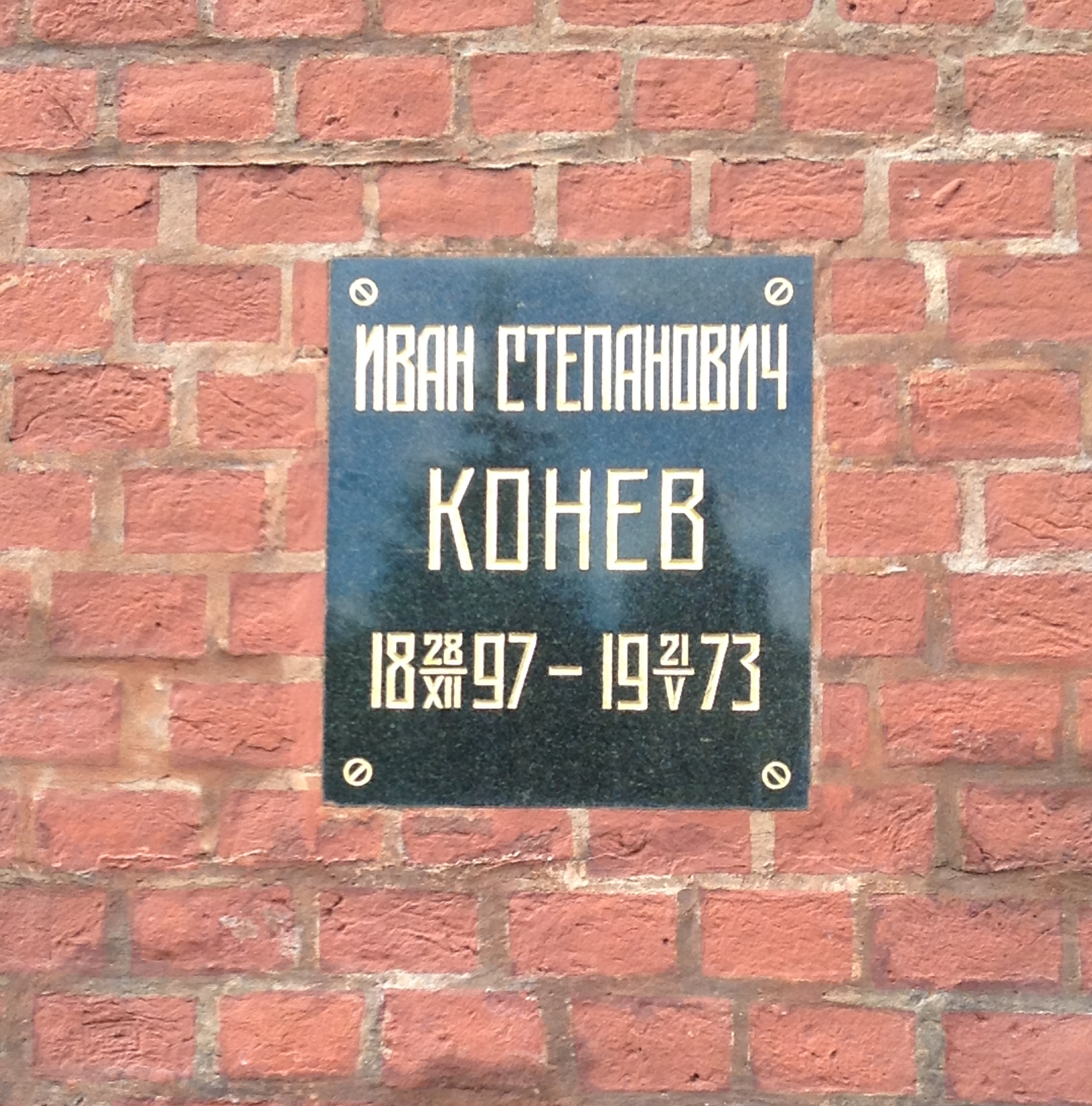
Tumba de Iván Kónev en la Necrópolis de la Muralla del Kremlin

Iván Kónev murió el 21 de mayo de 1973 en su dacha de Arkhangelskoye, en los alrededores de Moscú, de cáncer, y fue enterrado con todos los honores en la Plaza Roja de Moscú, en la Necrópolis de la Muralla del Kremlin.

## Familia
El mariscal Iván Kónev se casó dos vecesː
Su primera esposa fue Anna Efimovna Koneva (nacida Voloshina). Se conocieron en 1920 y se casaron en 1921, después de que Iván Konev enfermara gravemente de tifus y Anna le cuidara hasta su recuperación. De este matrimonio nacieron dos hijos. Una hija Maya Ivánovna Koneva (n. 1923) y un hijo Geliy Ivanovich Kónev (nacido en 1928).
Su segunda esposa fue Antonina Vasilyevna Koneva (nacida Petrova), quien durante la guerra fue enfermera. Se conocieron en 1941 cerca de Kalinin, en un momento muy difícil para Kónev, justo después de una de las derrotas más severas de toda la guerra, en la batalla de Viazma-Briansk. Fruto de este matrimonio nació Natalia Ivánovna Kóneva (n. 1947), Decana del Departamento de Lingüística y Literatura de la Universidad Militar de Rusia.

## Promociones
- Komdiv (26 de noviembre de 1935)
- Komkor (22 de febrero de 1938)
- Komandarm de 2.º Rango (8 de febrero de 1939)
- Teniente general (4 de junio de 1940)
- Coronel general (11 de septiembre de 1941)
- General del ejército (26 de agosto de 1943)
- Mariscal de la Unión Soviética (20 de febrero de 1944)[7]

## Cargos Políticos
Además ocupó los siguientes cargos políticosː
- Miembro del Partido Comunista de Toda la Unión (bolcheviques) desde 1918.
- Miembro del Comité Central del PCUS desde 1952 (candidato en 1939-1952).
- Miembro del Comité Ejecutivo Central de toda Rusia en 1931-1934.
- Diputado del Sóviet Supremo de la Unión Soviética de la I-VIII convocatorias.

## Condecoraciones

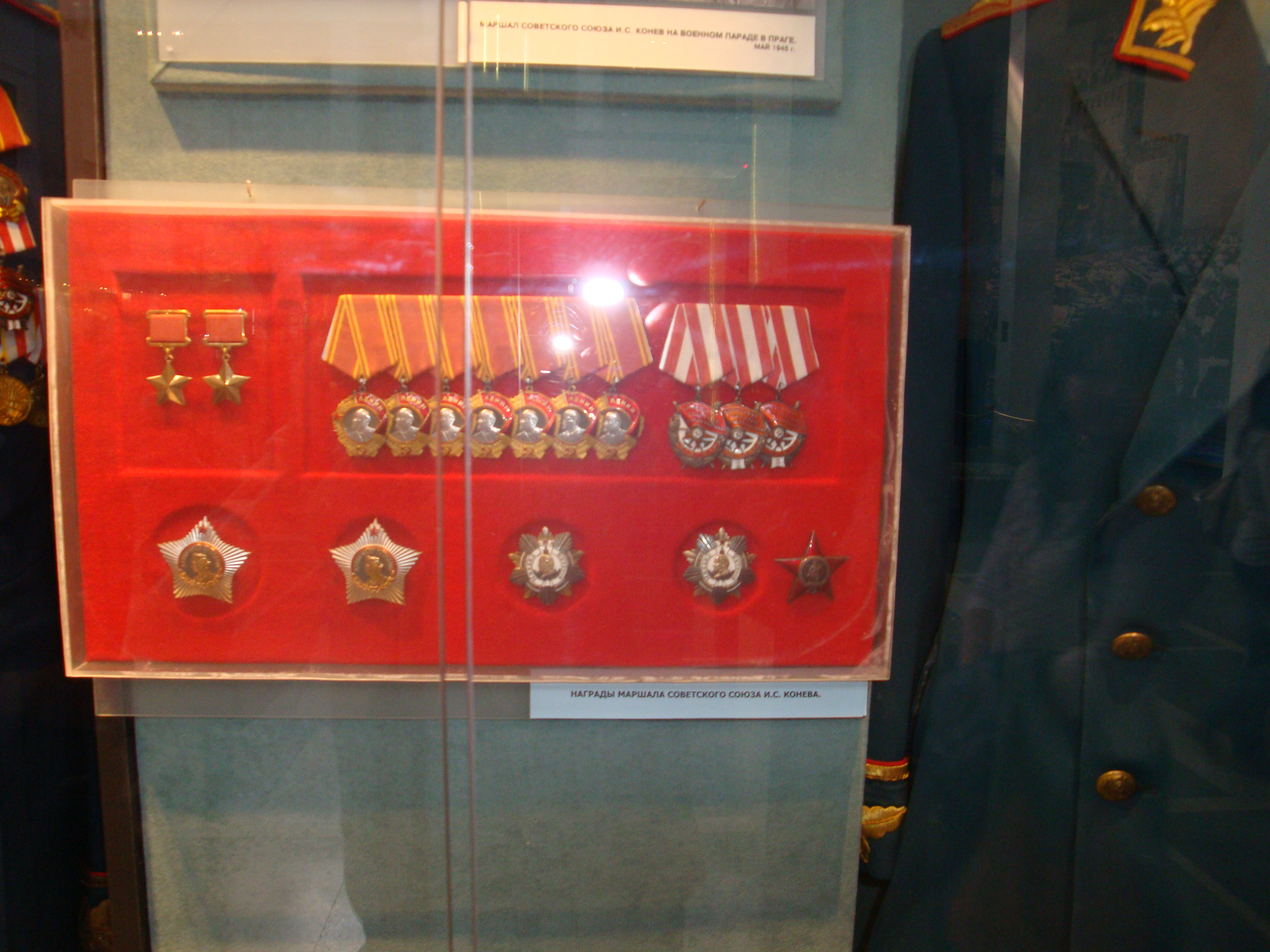
Condecoraciones del Mariscal Kónev en el Museo Central de las Fuerzas Armadas

A lo largo de su extensa carrera militar Iván Kónev recibió las siguientes condecoraciones
Unión Soviética
- Héroe de la Unión Soviética, dos veces (1944, 1945)
- Orden de la Victoria (N.º 5, 3 de marzo de 1945)
- Orden de Lenin, siete veces (1944, 1945, 1947, 1956, 1957, 1967, 1972)
- Orden de la Revolución de Octubre (1968)
- Orden de la Bandera Roja, tres veces (1938, 1944, 1949)
- Orden de Suvórov de 1.er grado, dos veces (1943, 1944)
- Orden de Kutúzov de 1.er grado, dos veces (abril de 1943, julio de 1943)
- Orden de la Estrella Roja, (1936)
- Medalla por la Defensa de Moscú (1944)
- Medalla por la Liberación de Praga (1945)
- Medalla por la Conquista de Berlín (1945)
- Medalla por la Victoria sobre Alemania en la Gran Guerra Patria 1941-1945 (1945)
- Medalla Conmemorativa del 20.º Aniversario de la Victoria en la Gran Guerra Patria de 1941-1945  (1965)
- Medalla del 20.º Aniversario del Ejército Rojo de Obreros y Campesinos (1938)
- Medalla del 30.º Aniversario de las Fuerzas Armadas de la URSS (1948)
- Medalla del 40.º Aniversario de las Fuerzas Armadas de la URSS (1958)
- Medalla del 50.º Aniversario de las Fuerzas Armadas de la URSS (1968)
- Medalla Conmemorativa por el Centenario del Natalicio de Lenin "Al Valor Militar" (1969)
- Medalla Conmemorativa del 800.º Aniversario de Moscú
- Arma de honor: espada con el emblema nacional dorado de la Unión Soviética (22 de febrero de 1968)

Otros países
- Héroe de la República Socialista de Checoslovaquia (1970)
- Héroe de la República Popular de Mongolia (1971)
- Orden Patriótica del Mérito, en plata (Alemania del Este)
- Orden de Sukhbaatar, dos veces (República Popular de Mongolia, 1961 y 1971)
- Orden de la Bandera Roja (República Popular de Mongolia)
- Orden Virtuti Militari de 1.er grado (Polonia)
- Orden de la Cruz de Grunwald de 1.er grado (Polonia)
- Orden Polonia Restituta de 1.er grado (Polonia)
- Orden Dorada de la Estrella Partisana (Yugoslavia)
- Orden de la República Popular de Bulgaria de 1.er grado (Bulgaria)
- Orden de Klement Gottwald por la Construcción de la Patria Socialista (Checoslovaquia)
- Orden del León Blanco de 1re grado (Checoslovaquia)
- Cruz de la Guerra de Checoslovaquia (1939-1945) (Checoslovaquia)
- Orden del Mérito de la República Popular Húngara (Hungría)
- Orden de la Libertad de Hungría (Hungría)
- Caballero Comandante Honorario, Orden del Baño (Reino Unido)
- Cruz militar (Reino Unido)
- Gran Oficial de la Legión de Honor (Francia)
- Croix de guerre 1939-1945 (Francia)
- Comandante en Jefe de la Legión al Mérito (Estados Unidos)
- Medalla de la Amistad Chino-Soviética (República Popular China)

## Ensayos
Iván Stepanovich Kónev escribió varios libros de memorias sobre su participación en la Segunda Guerra Mundial.
- Kónev, Iván Stepanovich (1991). Notas del comandante del frente (en ruso). Moscú, URSS: Editorial militar.
- Kónev, Iván Stepanovich (1970). El año 45. Moscú, URSS: Editorial Progreso. p. 285.

## Galería de fotos
A continuación se muestran algunos de los monumentos conmemorativos erigidos en honor de Iván Kónev.

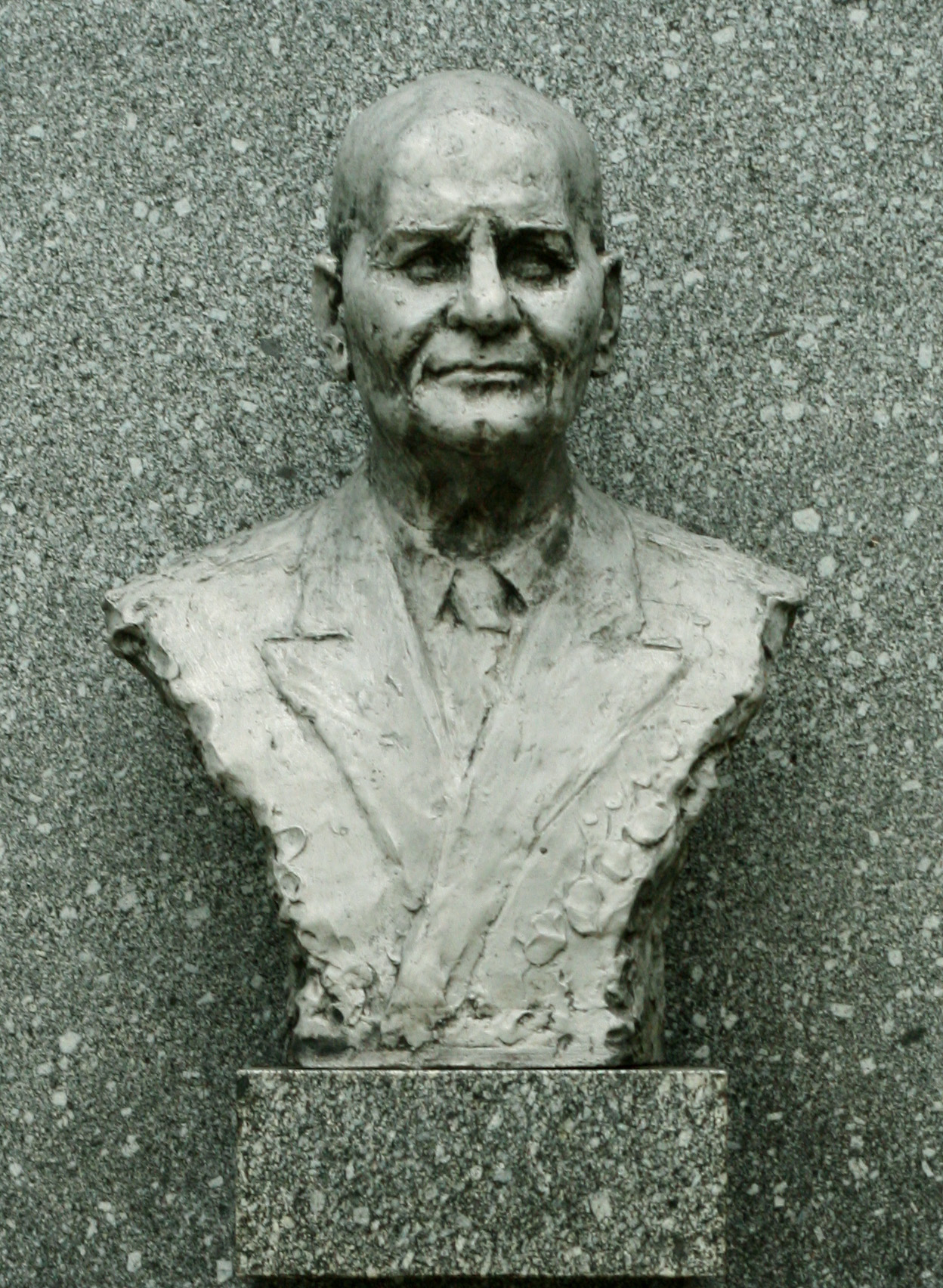
Busto de Iván Kónev en Dukla (Polonia) en el Callejón de los Héroes
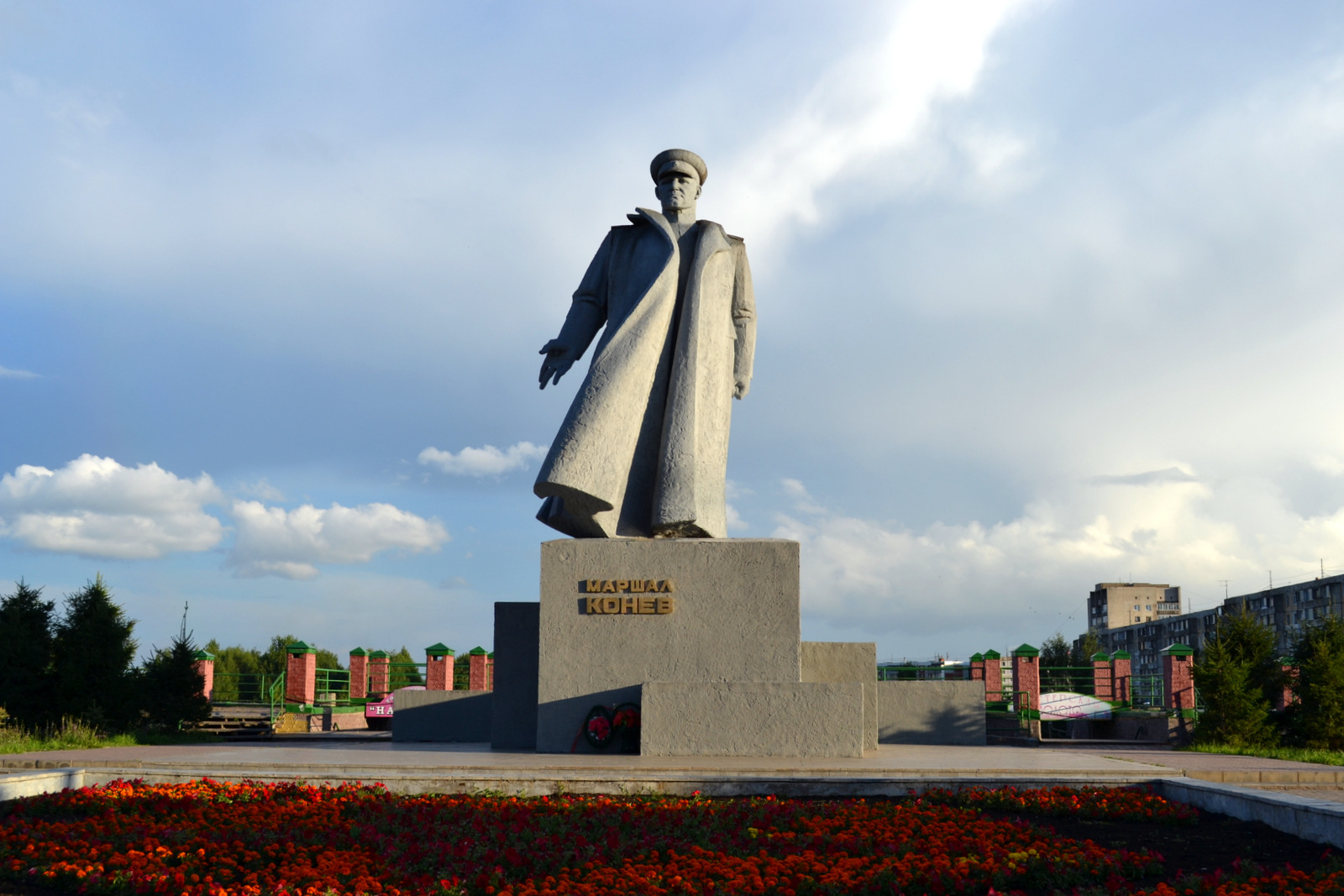
Monumento a Iván Kónev en la calle Mariscal Konev, en Kirov, Óblast de Kirov
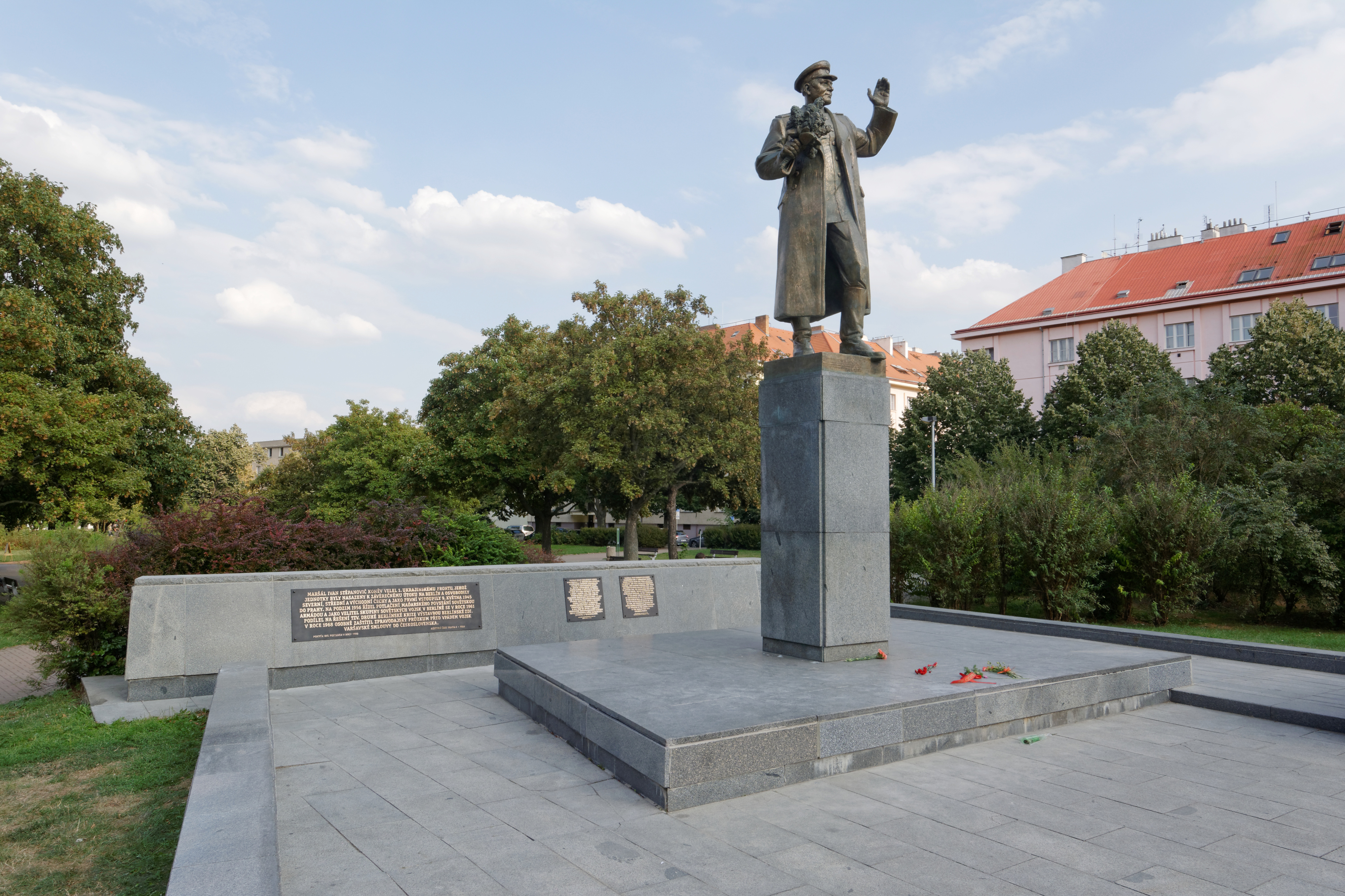
Monumento a Iván Kónev en Prague-Bubenech, República Checa (desmantelado en 2020)
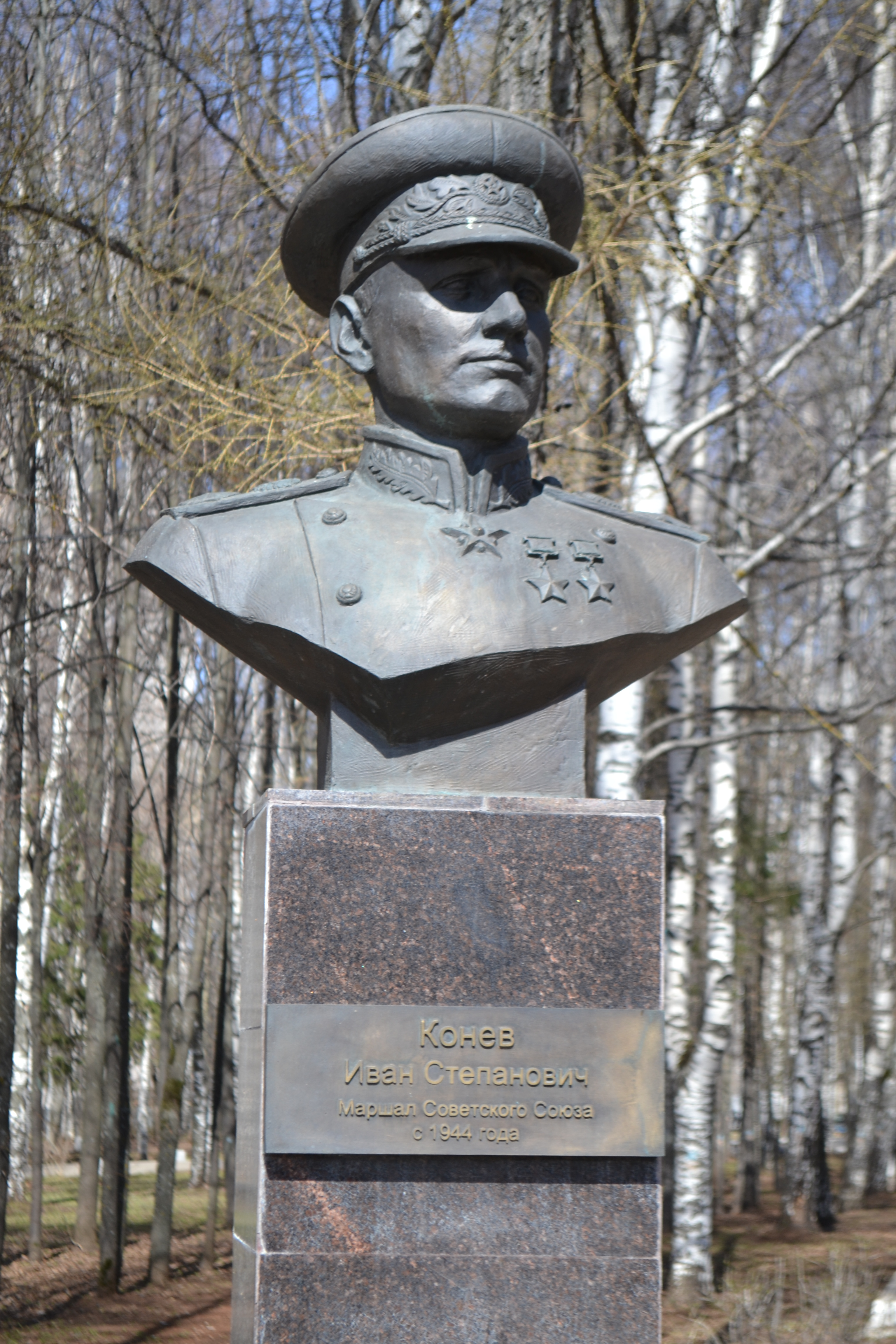
Monumento-busto a Ivan Konev en Kirov (2019)
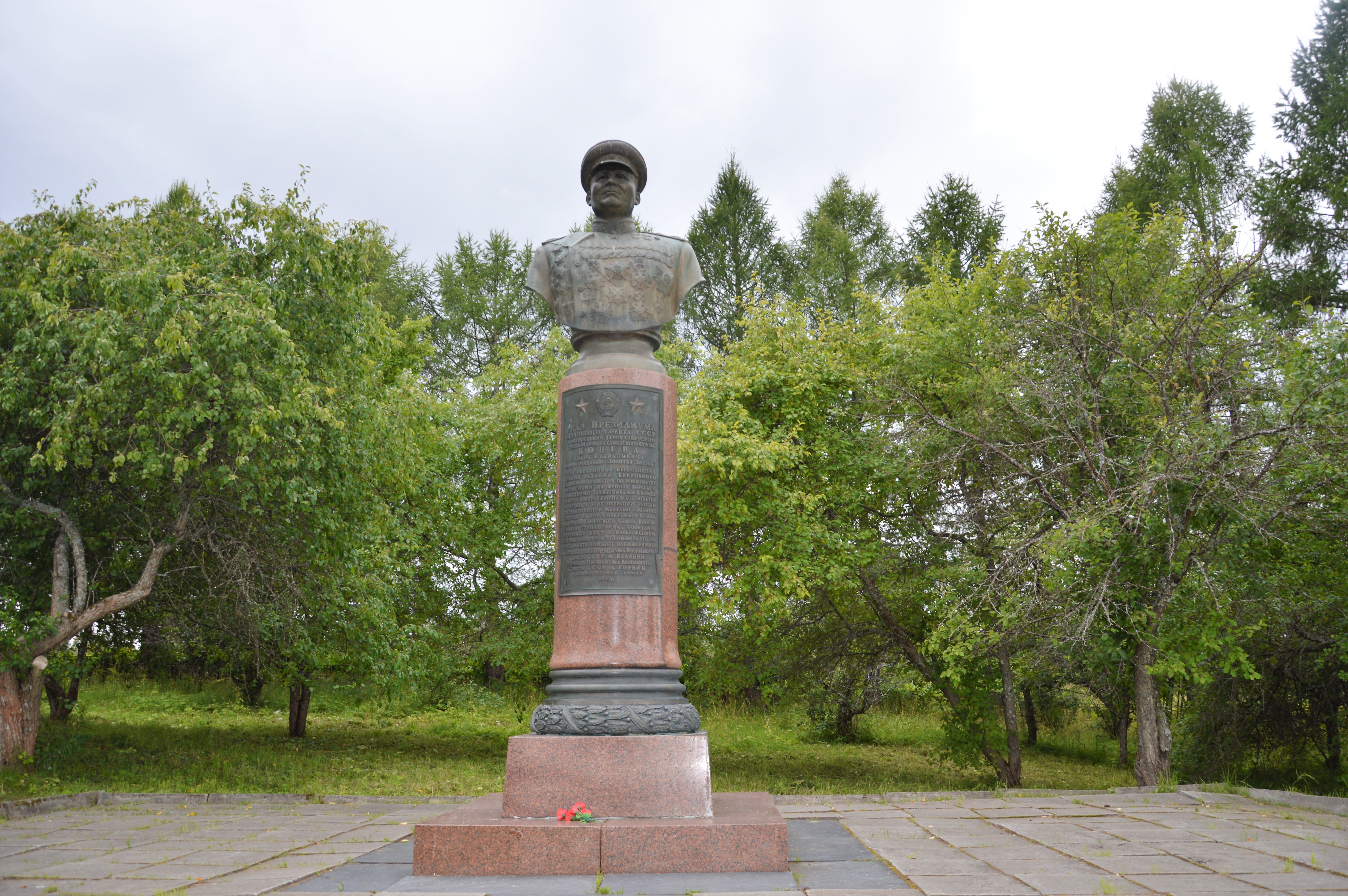
Busto de Iván Konev en su pueblo natal de Lodeino, distrito de Podosinovsky, Óblast de Kirov
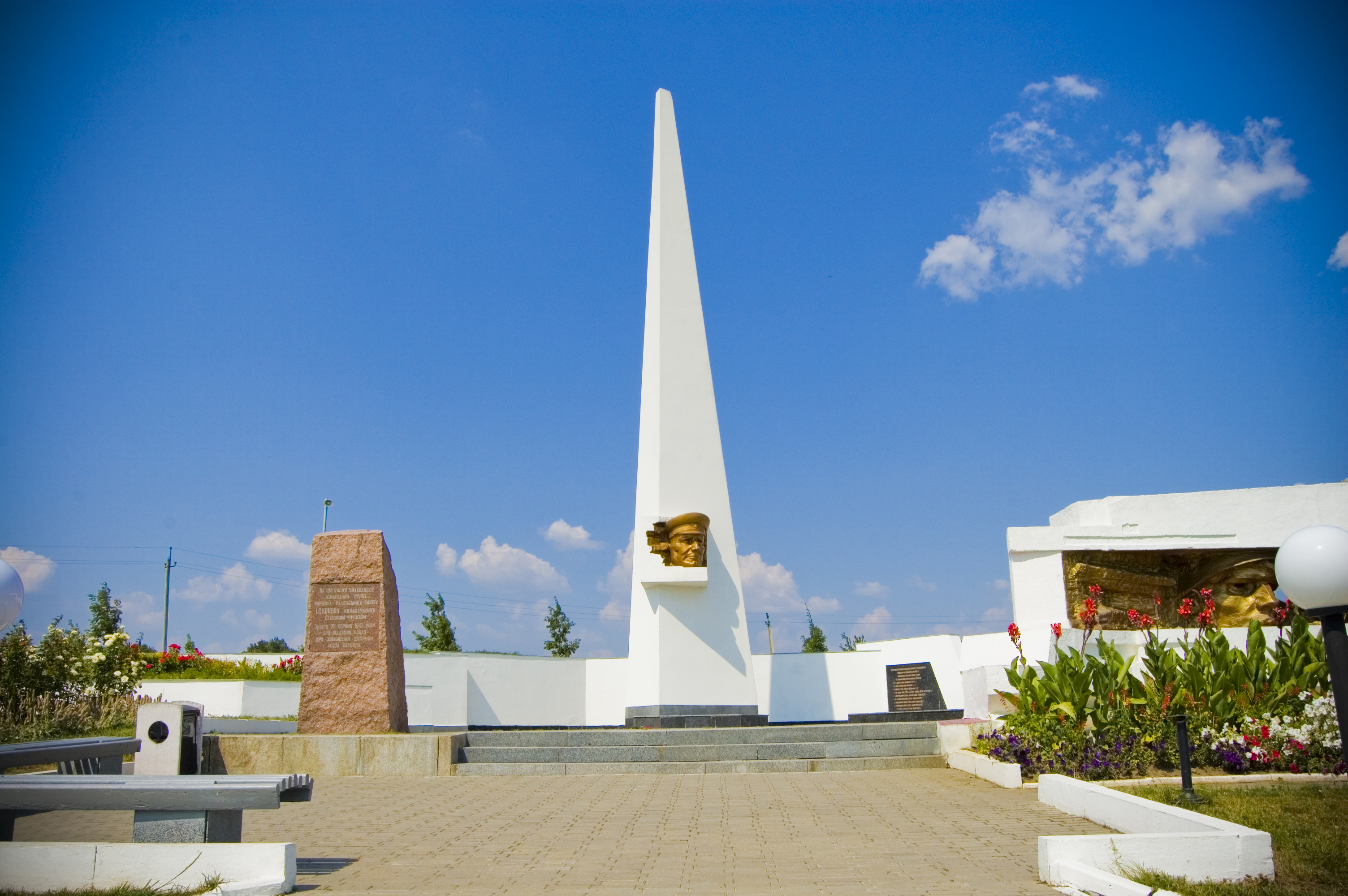
Monumento en Járkov, Ucrania